# Faronta tenebrifera
Faronta tenebrifera là một loài bướm đêm trong họ Noctuidae.